# Средние Ачалуки
Средние Ачалуки́ (ингуш. Баьтамарза-Юрт) — село в Малгобекском районе Республики Ингушетия.
Образует муниципальное образование сельское поселение Средние Ачалуки как единственный населённый пункт в его составе.

## География
Село расположено в 28 км к юго-востоку от районного центра — города Малгобек и в 30 км к северо-западу от города Магас (расстояния по дороге), в межгорной долине реки Ачалук. Река берёт своё начало западнее села, проходит через село Верхние Ачалуки, потом устремляется на северо-восток, к селению Средние Ачалуки и затем к селу Нижние Ачалуки, прорезая Сунженский хребет и выходя, наконец, в Алханчуртскую долину. Несколько севернее села Средние Ачалуки она принимает правый приток — небольшую речку под названием Синий Камень. Восточнее села через гребень Сунженского хребта проложен Алханчуртский канал.
Сунженский хребет, на склоне которого расположено село Средние Ачалуки, снижается с запада на восток. Северо-западнее села находится вершина Бабало (818,1 м), восточнее — гора Албаскина (777,9 м). Населённый пункт расположен вдоль автомобильной дороги регионального значения Р-296 Моздок — Чермен — Владикавказ.
Ближайшие населённые пункты: на юго-западе — село Верхние Ачалуки, на северо-западе — село Гейрбек-Юрт, на северо-востоке — село Нижние Ачалуки и на юго-востоке — село Плиево и город Карабулак.

## История

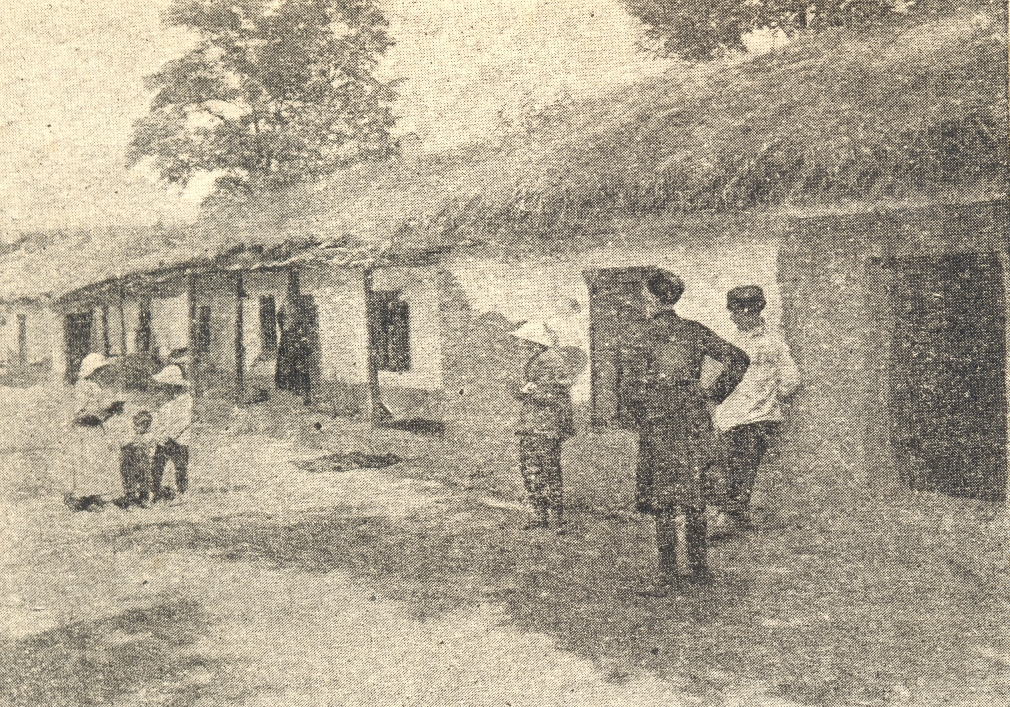
Сакля в ауле Средние Ачалуки в 1920-е гг.

Основателями Средних Ачалуков считаются представители ингушского рода Кокурхой. Характеристика села (с. «Ачалукъ Средний (Чирикова)») по состоянию на 1874 год: «при речке, на московском почтовом тракте», 220 домов, 1064 жителя (562 мужского пола и 502 женского пола), проживают ингуши (мусульмане-сунниты), имеется почтовая станция.
По состоянию на 1925 год село Средние Ачалуки составляло Средне-Ачалуковский сельсовет Ачалуковского района Ингушской автономной области Северо-Кавказского края. Селение состояло из 271 двора, в нём проживал 1321 человек (677 мужского пола и 644 женского пола). В селе был колодец, одна библиотека (изба-читальня), два мелких промышленных предприятия (кузница и мельница), один государственный (кооперативный) ссыпной пункт, 2 партийные организации. В селе проводился базар.
В 1936 году Средние Ачалуки стали центром Ачалукского района.
С 1944 по 1957 год, в период депортации чеченцев и ингушей и упразднения Чечено-Ингушской АССР, село носило название Ацалык (Средний Ацалык). В 1958 году населённому пункту было возвращено его прежнее название.
По состоянию на 1 января 1990 года Средние Ачалуки вместе с селом Нижние Ачалуки входили в Ачалукский сельсовет (Верхние Ачалуки составляли отдельный Верхнеачалукский сельсовет). В Средних Ачалуках на эту дату было зафиксировано 2028 человек наличного населения.

## Население
| 1926  | 2002  | 2006  | 2007  | 2008  | 2009  | 2010  |
| ----- | ----- | ----- | ----- | ----- | ----- | ----- |
| 1483  | ↗5114 | ↗5304 | ↗5358 | ↗5417 | ↗5505 | ↘2949 |
| 2011  | 2012  | 2013  | 2014  | 2015  | 2016  | 2017  |
| ↗2957 | ↗3053 | ↗3132 | ↗3242 | ↗3365 | ↗3402 | ↗3466 |
| 2018  | 2019  | 2020  | 2021  | 2023  | 2024  | 2025  |
| ↗3542 | ↗3637 | ↗3719 | ↗4840 | ↗4923 | ↗4990 | ↗5058 |

Национальный состав
По данным Всероссийской переписи населения 2002 года:
- ингуши — 3655 чел. (71,5 %),
- чеченцы — 1452 чел. (28,4 %),
- другие — 7 чел. (0,1 %).

По данным Всероссийской переписи населения 2010 года:
- ингуши — 2942 чел. (99,8 %)
- другие — 7 чел. (0,2 %)